# Veľké Zlievce
Veľké Zlievce és un poble i municipi d'Eslovàquia. Es troba a la regió de Banská Bystrica.

## Història
La primera menció escrita de la vila es remunta al 1245.

## Demografia
| Godina             | 1994 | 2004   | 2014   | 2024   |
| ------------------ | ---- | ------ | ------ | ------ |
| Nombre de persones | 481  | 512    | 509    | 470    |
| Diferència         |      | +6,44% | −0,58% | −7,66% |

| Godina             | 2023 | 2024   |
| ------------------ | ---- | ------ |
| Nombre de persones | 478  | 470    |
| Diferència         |      | −1,67% |